# Spilios Zacharopulos
Spilios Zacharopulos, gr. Σπήλιος Ζαχαρόπουλος (ur. 2 lutego 1950 w Sidirokastro) – grecki lekkoatleta, średniodystansowiec.
Odpadł w eliminacjach biegu na 1500 metrów na halowych mistrzostwach Europy w 1971 w Sofii. Zdobył srebrny medal w tej konkurencji na halowych mistrzostwach Europy w 1972 w Grenoble, za Jacquesem Boxbergerem z Francji, a przed Jürgenem Mayem z RFN. Odpadł w półfinale biegu na 1500 metrów na igrzyskach olimpijskich w 1972 w Monachium. Zajął 4. miejsce na tym dystansie na igrzyskach śródziemnomorskich w 1975 w Algierze.
Zajął 7. miejsce w biegu na 3000 metrów na halowych mistrzostwach Europy w 1976 w Monachium. Wystąpił w biegu na 1500 metrów na igrzyskach olimpijskich w 1976 w Montrealu, ale odpadł w eliminacjach.
Zwyciężył w biegu na 3000 metrów w halowych mistrzostwach Polski w 1976 (tytuł mistrza Polski przypadł drugiemu na mecie Józefowi Ziubrakowi).
Zacharopulos dwukrotnie poprawiał rekord Grecji w biegu na 800 metrów do czasu 1:48,0 (28 czerwca 1972, Pireus), trzykrotnie w biegu na 1500 metrów do czasu 3:40,2 (27 czerwca 1972, Pireus) i dwukrotnie w biegu na 5000 metrów do czasu 13,54,1 (14 czerwca 1973, Pireus).